# Costa Nordeste - Ilha das Flores
Costa Nordeste - Ilha das Flores este o arie protejată (arie de protecție specială avifaunistică — SPA) din Portugalia întinsă pe o suprafață de 142,29 ha, integral pe uscat.

## Localizare
Centrul sitului Costa Nordeste - Ilha das Flores este situat la coordonatele 39°30′00″N 31°10′00″W / 39.5°N 31.1667°V.

## Înființare
Situl Costa Nordeste - Ilha das Flores a fost declarat arie de protecție specială avifaunistică în martie 1990 pentru a proteja 5 specii de plante și 18 specii de animale.

## Biodiversitate
Situată în ecoregiunea , aria protejată conține 6 habitate naturale: Vegetație anuală la limita mareei, Vegetație perenă pe țărmurile stâncoase, Faleze cu floră endemică de pe coastele macaroneziene, Pajiști macaroneziene cu vegetație endemică, Pante stâncoase silicioase cu vegetație casmofită, Roci stâncoase cu vegetație pionieră de Sedo-Scleranthion sau Sedo albi-Veronicion dillenii.
La baza desemnării sitului se află mai multe specii protejate:
- plante (5): Azorina vidalii, Erica scoparia subsp. azorica, Picconia azorica, Spergularia azorica, Woodwardia radicans
- păsări (18): rață pitică (Anas crecca), stârc cenușiu (Ardea cinerea), pietruș (Arenaria interpres), Calidris alba, Calonectris diomedea,  prundaș gulerat mic (Charadrius dubius), egretă mică (Egretta garzetta), Larus glaucoides, Larus marinus, pescăruș râzător (Larus ridibundus), Numenius phaeopus, Oceanodroma castro, cormoran mare (Phalacrocorax carbo), Plectrophenax nivalis, Puffinus assimilis, Puffinus puffinus, Sterna dougallii, chiră de baltă (Sterna hirundo)

Pe lângă speciile protejate, pe teritoriul sitului au mai fost identificate 3 specii de plante, 14 specii de păsări, 1 specie de mamifere.